# Драгенсдорф
Драгенсдорф (нем. Dragensdorf) — община в Германии, в земле Тюрингия. 
Входит в состав района Заале-Орла. Подчиняется управлению Зеенплатте.  Население составляет 67 человек (на 31 декабря 2006 года). Занимает площадь 3,07 км².